# Stelis aligera
Stelis aligera är en orkidéart som först beskrevs av Carlyle August Luer och Roberto Vásquez, och fick sitt nu gällande namn av Alec M. Pridgeon och Mark W. Chase. Stelis aligera ingår i släktet Stelis och familjen orkidéer. Inga underarter finns listade i Catalogue of Life.